# Chiesa cattolica negli Stati Federati di Micronesia
La Chiesa cattolica negli Stati Federati di Micronesia è parte della Chiesa cattolica in comunione con il vescovo di Roma, il papa.

## Demografia
Gli Stati Federati di Micronesia sono una repubblica federale costituita da quattro stati: Chuuk, Kosrae, Pohnpei e Yap. Hanno una superficie complessiva di 702 km² e una popolazione di circa 111.000 abitanti (2009). Il cristianesimo è la religione più diffusa nella repubblica. In base al censimento del 2000, il cattolicesimo costituiva la prima confessione religiosa del Paese con il 52,7% della popolazione totale.

## Storia e organizzazione ecclesiastica
Nel 1886, dalla prefettura apostolica di Micronesia furono distaccate due missioni sui iuris, quella delle Isole Caroline orientali e quella delle Isole Caroline occidentali. Esse avevano sede rispettivamente a Pohnpei e a Yap. Nel 1905 esse furono unite per formare la prefettura apostolica delle Isole Caroline. Unita in seguito alle isole Marianne, la prefettura apostolica fu elevata al rango di diocesi nel 1979. Nel 1993 la diocesi cedette la parte di territorio costituito dalle isole Marianne, che formarono una prefettura apostolica separata. La diocesi delle Isole Caroline è suffraganea dell'arcidiocesi di Agaña a Guam, ed estende la sua giurisdizione anche sui cattolici della repubblica di Palau.
L'episcopato isolano fa parte della Conferenza Episcopale del Pacifico.

## Nunziatura apostolica
Santa Sede e Stati Federati di Micronesia hanno stabilito relazioni diplomatiche il 26 gennaio 1994, con la pubblicazione del breve Quae incremento di papa Giovanni Paolo II, con dismembramento dalla delegazione apostolica nell'Oceano Pacifico. Sede del nunzio è la città di Wellington, capitale della Nuova Zelanda.

### Nunzi apostolici
- Thomas Anthony White (14 maggio 1994 - 27 aprile 1996 dimesso)
- Patrick Coveney (15 ottobre 1996 - 25 gennaio 2005 nominato nunzio apostolico in Grecia)
- Charles Daniel Balvo (1º aprile 2005 - 17 gennaio 2013 nominato nunzio apostolico in Kenya e osservatore permanente della Santa Sede presso l'UNEP e l'UN-HABITAT)
- Martin Krebs (8 maggio 2013 - 16 giugno 2018 nominato nunzio apostolico in Uruguay)
- Novatus Rugambwa (30 marzo 2021 - ? dimesso)
- Gábor Pintér, dal 14 gennaio 2025